# 国鉄タキ26100形貨車
国鉄タキ26100形貨車（こくてつタキ26100がたかしゃ）は、かつて日本国有鉄道（国鉄）及び1987年（昭和62年）4月の国鉄分割民営化後は日本貨物鉄道（JR貨物）に在籍した私有貨車（タンク車）である。

## 概要
本形式は、アミノカプロラクタム水溶液専用の35t 積タンク車として1975年（昭和50年）9月1日に1両（タキ26100）、同年9月19日に5両（タキ26101 - タキ26105）の合計6両が富士重工業の1社のみで製作された。
1987年（昭和60年）に専用種別変更を行いラテックス専用になった。ラテックスの比重はアミノカプロラクタム水溶液よりも軽かったため荷重は32t に減トンされた。
落成時の所有者は、日本石油輸送の1社のみであり、その常備駅は福島県の郡山駅と三重県の南四日市駅である。
1978年（昭和53年）3月7日に2両（タキ26104, タキ26105）が内外輸送へ名義変更されたが、翌1979年（昭和54年）12月21日に再度日本石油輸送へ名義変更された。
タンク体は、ダブルウオール（二重壁）型熱絶縁タイプであり、内側タンク体材質はステンレス鋼製、外側タンク体材質は耐候性高張力鋼製である。このタンク体は8本の補強環が巻いてあり、台枠とは溶接止めされている。このためタンク体のみを取り外すことは困難である。
荷役方式は、タンク上部の液入管からの上入れ、吐出管による下出し方式である。
全長は12,120mm、全幅は2,744mm、全高は3,940mm、台車中心間距離は8,020mm、実容積は31.5m3、自重は18.9t、換算両数は積車5.5、空車1.8である。
1987年（昭和62年）4月の国鉄分割民営化時には全車（6両）の車籍がJR貨物に継承されたが、2007年（平成19年）10月に最後まで在籍した4両（タキ26100 - 03）が廃車となり同時に形式消滅となった。

### 年度別製造数
各年度による製造会社と両数、所有者は次のとおりである。（所有者は落成時の社名）
- 昭和50年度 - 6両
  - 富士重工業 1両 日本石油輸送（タキ26100）
  - 富士重工業 5両 日本石油輸送（タキ26101 - タキ26105）